# Regiunea de dezvoltare Vest
Vest este o regiune de dezvoltare a României, creată în anul 1998. 
Precum celelate regiuni de dezvoltare, nu are puteri administrative, funcțiile sale principale fiind coordonarea proiectelor de dezvoltare regională și absorbția fondurilor de la Uniunea Europeană. 
Întinderea acestei regiuni de dezvoltare corespunde celei a Ținutului Timiș, introdus în cadrul reformei administrative din 1938.
Regiunea de dezvoltarea Vest are cea mai dinamică economie din România și cel mai mare aflux de investiții dintre regiunile țării, având cea mai ridicată rată antreprenorială din țară și un sistem de Startup-uri în plină dezvoltare. Timișoara este cel mai bun oraș pentru afaceri din România, conform companiei Forbes. Este singurul oraș din Europa de Est cu grad investițional AAA, calculat de agenția Fitch Ratings.
În anul 2021 Timișoara a fost declarat cel mai bun oraș din România și al treilea din Europa pentru munca la distanță, conform raportului de specialitate efectuat de platforma OVO Network. Cu o viteză de download de 90,27 de megabiți pe secundă, Timișoara a fost în 2013 orașul cu cel mai rapid Internet din lume.
Conform datelor oficiale furnizate de Banca Mondială, Timișoara este orașul cu cea mai mare creștere economică din Uniunea Europeană. În clasamentul mondial al calității vieții realizat de platforma Numbeo, Timișoara se află pe primul loc în România, pe poziția 84 în lume și 53 în Europa, imediat după Philadelphia, Birmingham, Praga sau Berlin, și peste Lisabona, Bruxelles, Manchester sau Lyon.
Este singurul oraș din România inclus de publicația Time în topul destinațiilor turistice din lume, alături de Washington, D.C., Barcelona sau Napoli. A fost desemnat cel mai bun oraș de city-break din Europa în anul 2023.
Regiunea de dezvoltare Vest are cea mai rapidă urbanizare din România, fenomen demografic corelat cu creșterea economică accelerată a județului Timiș. Trendul se va accentua odată cu aderarea României la Spațiul Schengen și celelalte structuri euro-atlantice, datorită proximității imediate la graniță și accesului rapid al regiunii la piețele din Occident și Balcanii de Vest. Timișul este din anul 2023 cea mai mare piață de real-estate din România, cu 1.459 de proiecte în execuție și pregătire.
La o distanță de 34, respectiv 25 de km de Timișoara se află stațiunile turistice Buziaș și Băile Călacea, menționate încă de pe vremea romanilor pentru proprietățile curative ale apelor termo-minerale din zonă , iar regiunile viticole Recaș și Silagiu sunt recunoscute pe plan intern și internațional pentru vinurile produse aici.
Capitala regiunii, Timișoara a fost în anul 2016 primul oraș Capitală a Tineretului din România ; în anul 2023 a fost Capitală Europeană a Culturii, alături de orașele Eleusina și Veszprém ; iar pentru anul 2028 candidează la titlul de Regiune Gastronomică Europeană din partea României.

## Administrație

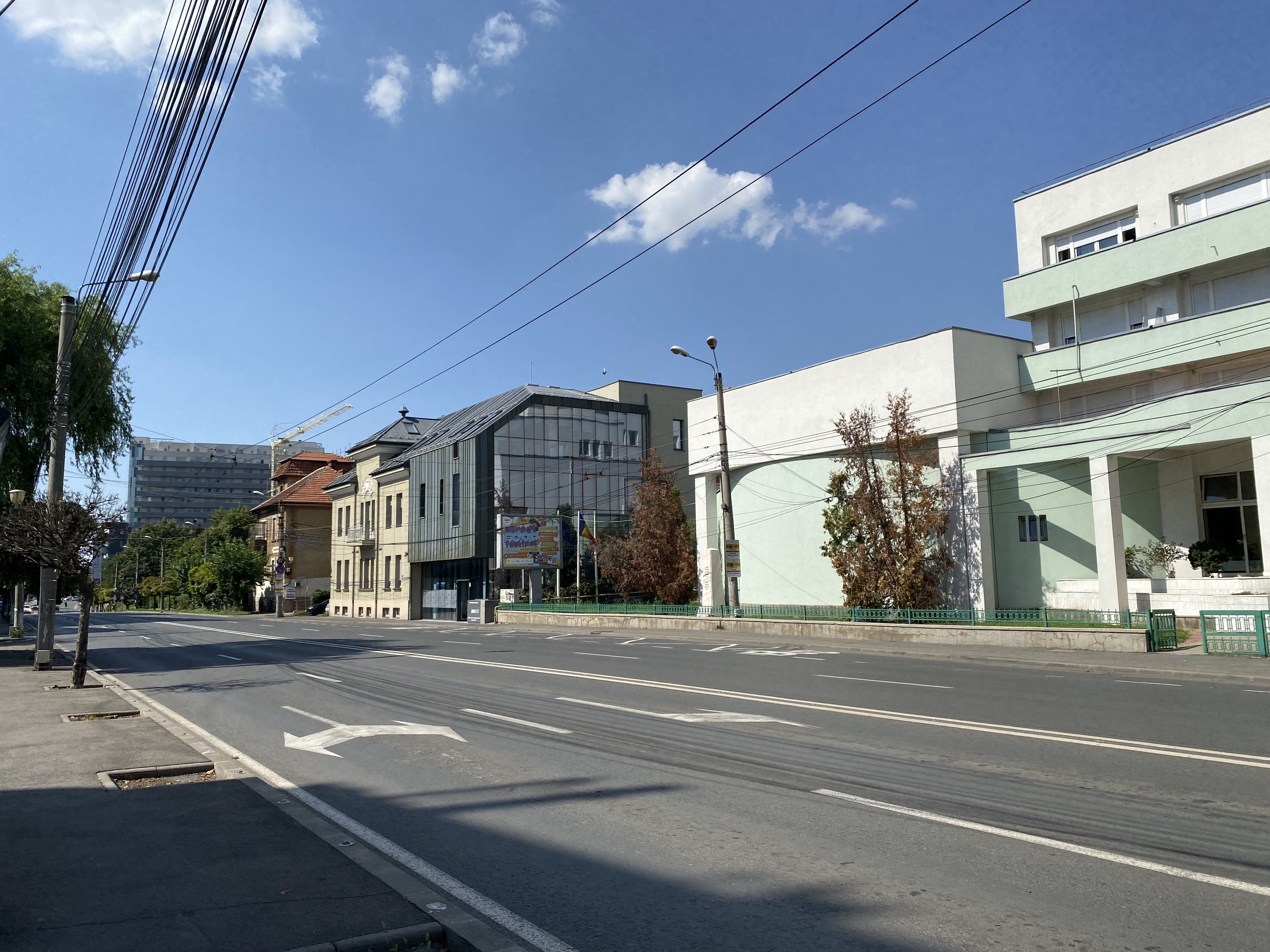
Sediul Agenției pentru Dezvoltare Regională Vest din Timișoara

Regiunea de dezvoltare Vest cuprinde teritoriile a patru județe: Timiș, Arad, Caraș-Severin și Hunedoara.

### Metropola Timișoara – Arad

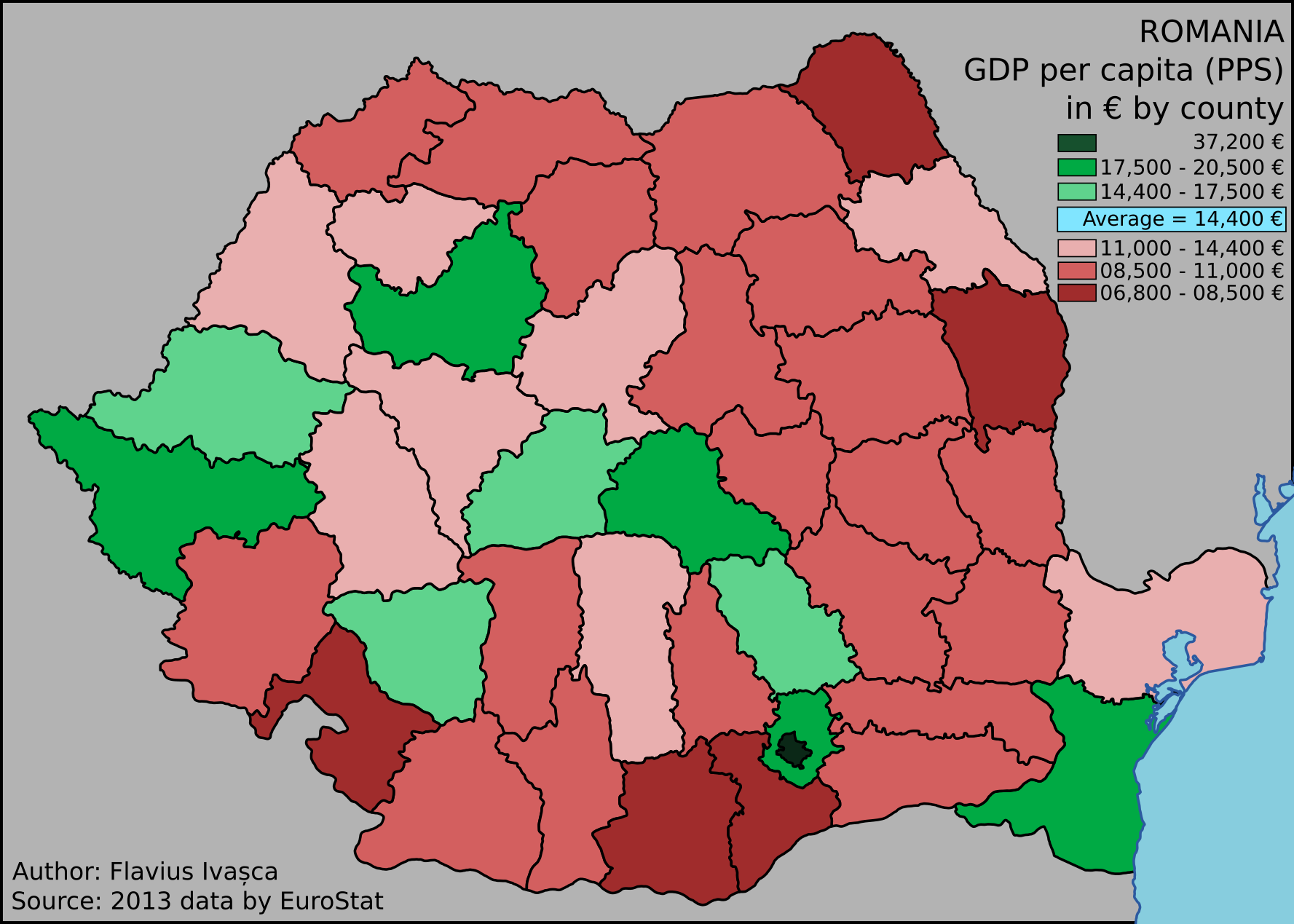
Produsul intern brut per capita al județelor României. Timișul se numără printre cele mai dezvoltate 5 regiuni ale țării din punct de vedere economic

În data de 2 August 2016 s-a semnat actul oficial de înființare al metropolei Timișoara–Arad, parte a strategiei integrate de dezvoltare durabilă Timișoara Vision 2030, elaborată de Banca Mondială, Eurostat, și de Agenția de Dezvoltare Regională Vest din România.

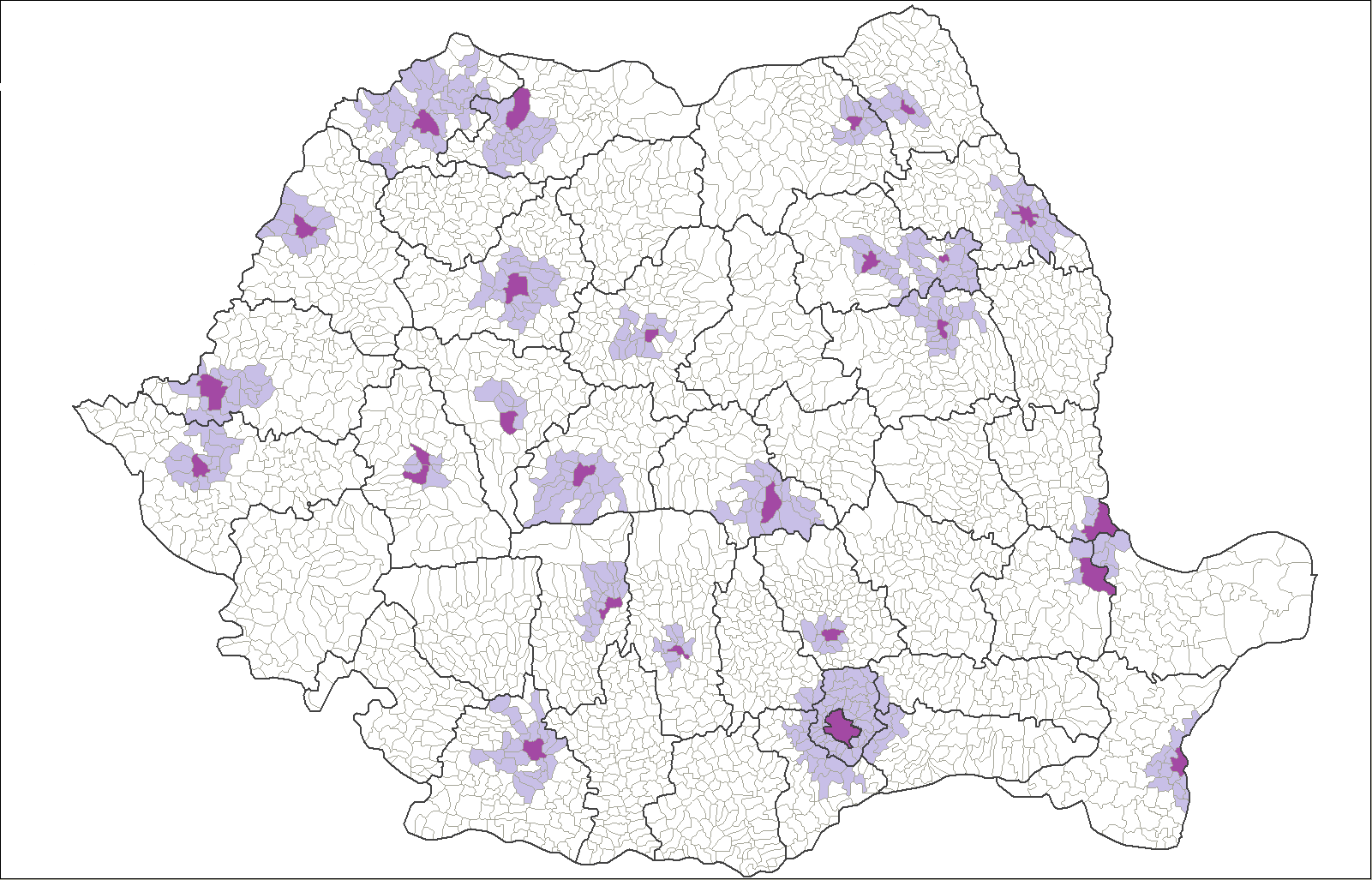
Zonele metropolitane din România. Conurbația Timișoara–Arad (Vest) este cea mai mare aglomerare urbană pe axa București–Budapesta–Belgrad (peste 800.000 de locuitori) - o zonă de polarizare cu impact direct asupra dezvoltării economice și urbane din Europa Centrală și de Est

Proiectul a implicat unirea celor două zone metropolitane într-o unitate administrativ-teritorială unitară, cu rol de hub de transport, investițional, cultural, turistic, medical și educațional în euroregiunea Dunăre-Criș-Mureș-Tisa.
Populația aglomerării urbane are 805.000 de locuitori, și este cel mai dezvoltat pol socio-economic al Europei pe axa București–Budapesta–Belgrad.

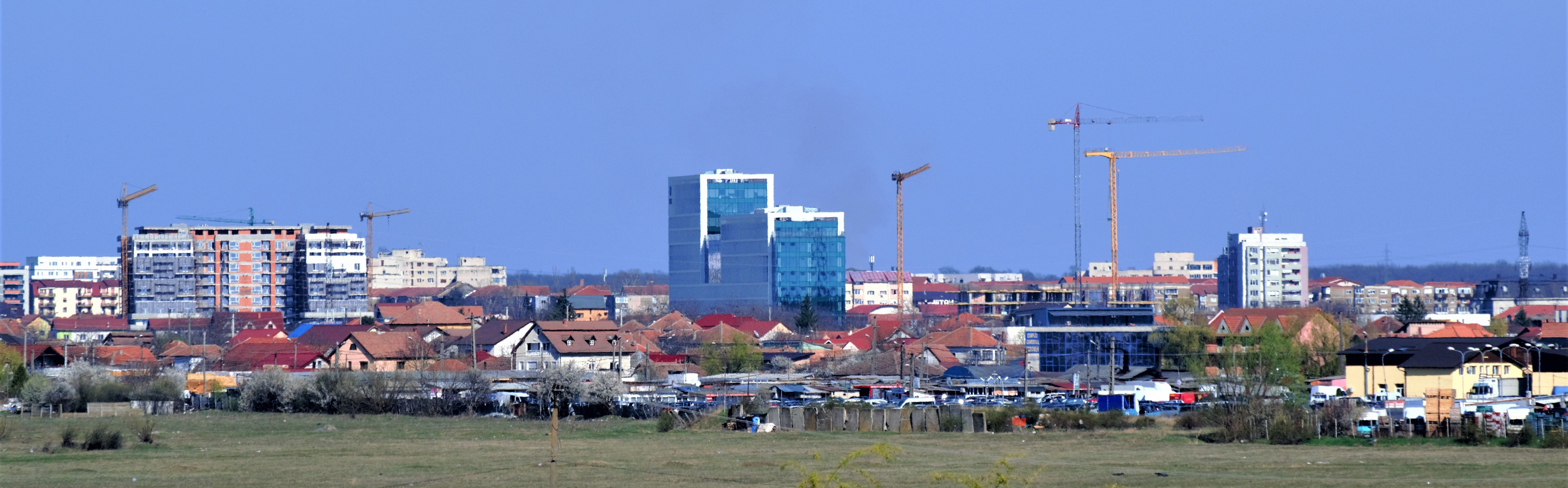
Imagine panoramică cu investițiile din zona de nord a Timișoarei, evidențiind construirea de turnuri de birouri, precum și expansiunea accelerată a sectorului imobiliar, comercial și de servicii al capitalei regiunii

### Alianța Vestului
Pe data de 8 Decembrie 2018, la Timișoara, s-a semnat documentul oficial de înființare al Alianței Vestului (AVE), în parteneriat cu municipiile Arad, Oradea și Cluj-Napoca, prima asociere intercomunitară de acest tip din România.

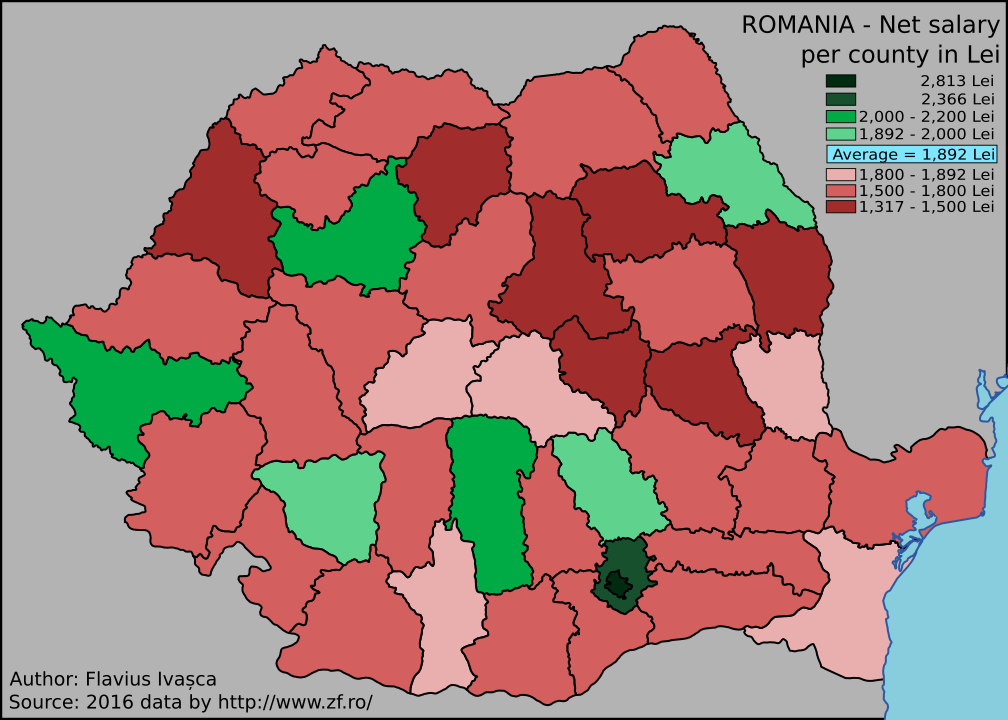
Harta salariului net, pe județe, în România. Timișul are cel mai mare venit mediu din țară după București, iar capitala Timișoara cel mai ridicat standard al vieții la nivel național (locul 53 în Europa)

Alianța Vestului (AVE) are ca scop principal accelerarea dezvoltării economice și sociale a orașelor membre (Timișoara, Cluj-Napoca, Arad și Oradea) și a zonei de Vest prin colaborare regională, dezvoltarea infrastructurii, absorbția de fonduri europene, atragerea investițiilor private și îmbunătățirea calității vieții, urmând principiile socio-economice ale megalopolisului de urbanizare Banana Albastră, din Europa de Vest.

## Populația
Vest - evoluția demografică

050010001500200025001930194819561966197719922002populațiePopulația istorică din Vest
Date: Recensăminte sau birourile de statistică - grafică realizată de Wikipedia

## Transporturi

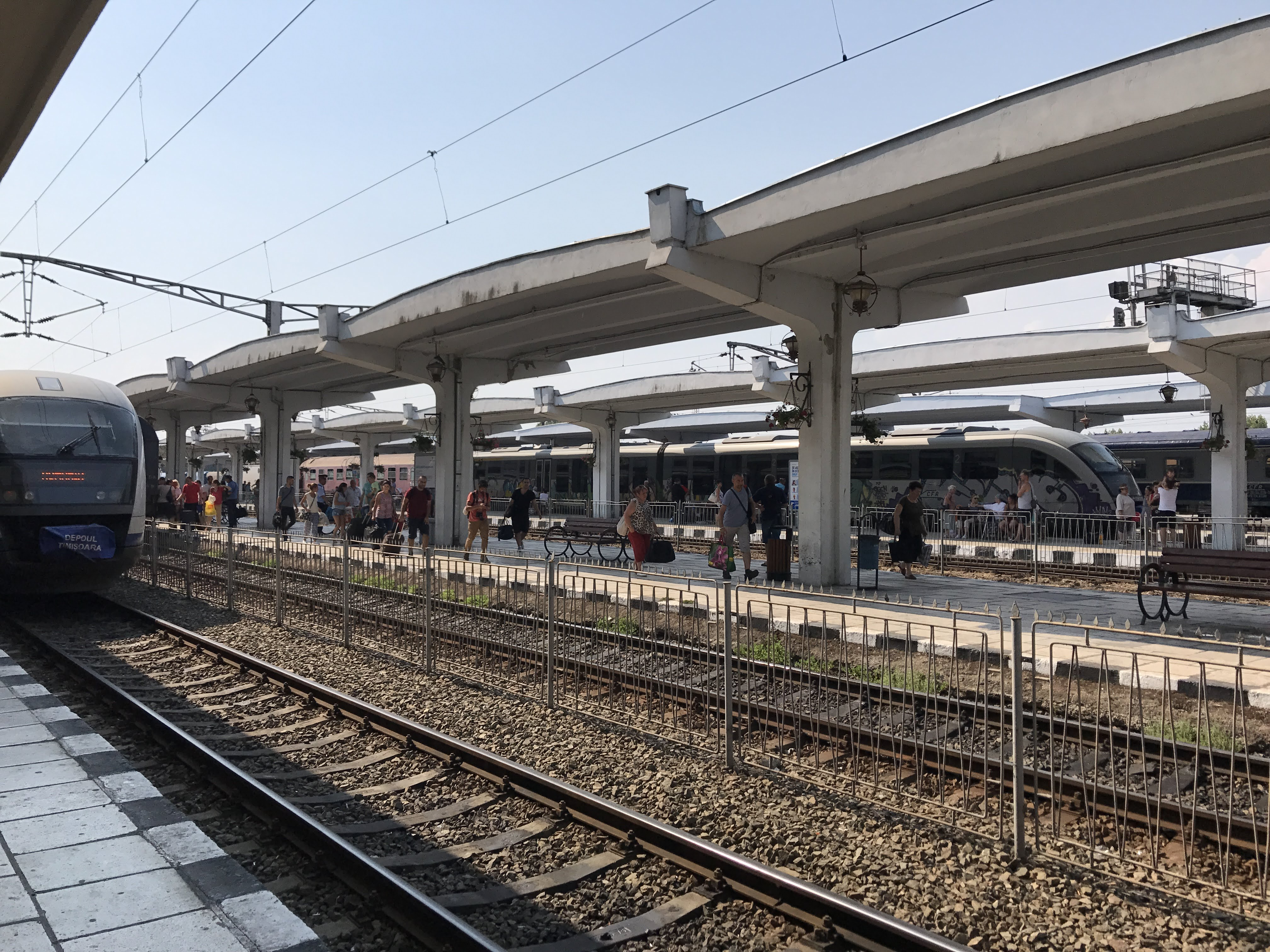
Trenuri Siemens Desiro, aparținând Regionalei CFR Timișoara, în Gara de Nord din oraș. Cunoscute ca „Săgeata Albastră”, aceste automotoare ultramoderne sunt utilizate pentru transportul regional și interregional de călători

Regiunea de dezvoltare Vest este strabătută de Coridorul IV, traseul european Via Carpatia (Marea Baltică-Marea Egee) și ramura sudică a culoarului transcontinental Rail-2-Sea (Inițiativa celor Trei Mări - rutier și feroviar), parte componentă a rețelei europene de transport TEN-T Core (principale).

Coridorul Rin-Dunăre, având Timișoara ca punct nodal de transport, constituie conexiunea dintre Europa Centrală și cea de Est

### Infrastructura feroviară
Este reprezentată de rețeaua feroviară densă (59,1 km / 1000km2), cu precădere în județul Timiș (91,4 / 1000km2), cu mult peste media la nivel național (45,2 / 1000km2). În prezent în regiune există două linii feroviare către destinații internaționale:
- / Magistrala 200 - București - Brașov - Sibiu - Deva - Arad - Curtici, cu continuare în Ungaria prin Lőkösháza spre Budapesta - Györ - Viena;
- Magistrala 900 - București - Roșiori - Craiova - Filiași - Caransebeș - Lugoj - Timișoara - Jimbolia, cu continuare în Serbia prin Kikinda spre Belgrad. Segment în reabilitare integrală, pe porțiunea Arad – Timișoara – Caransebeș, cu o valoare investițională de 8,77 miliarde de lei.[25]

Traseul paneuropean al Coridorului Orient/Est-Marea Mediterană traversează zona pe relația N-SE, transformând regiunea în singurul nod intermodal complet al României (rutier/de marfă & logistic internațional, feroviar, aerian, fluvial, cicloturistic, ecologic/sustenabil și energetic - gazoductele BRUA și Recaș-Mokrin, precum și linia electrică de înaltă tensiune Mid Contiental East Corridor) - integrat în fluxurile continentale primare de transport și distribuție. Municipii-reședință de județ traversate: Arad și Timișoara.

Căile ferate secundare leagă regiunea de celelalte regiuni de dezvoltare cât și interconexiunea între magistralele 200 și 900:
- Linia 212: Ilia - Lugoj;
- Linia 310: Timișoara - Arad - Oradea;
- Linia 922: Timișoara - Moravița;
- Linia 202: Simeria - Petroșani - Târgu Jiu - Filiași;.
- Metrou

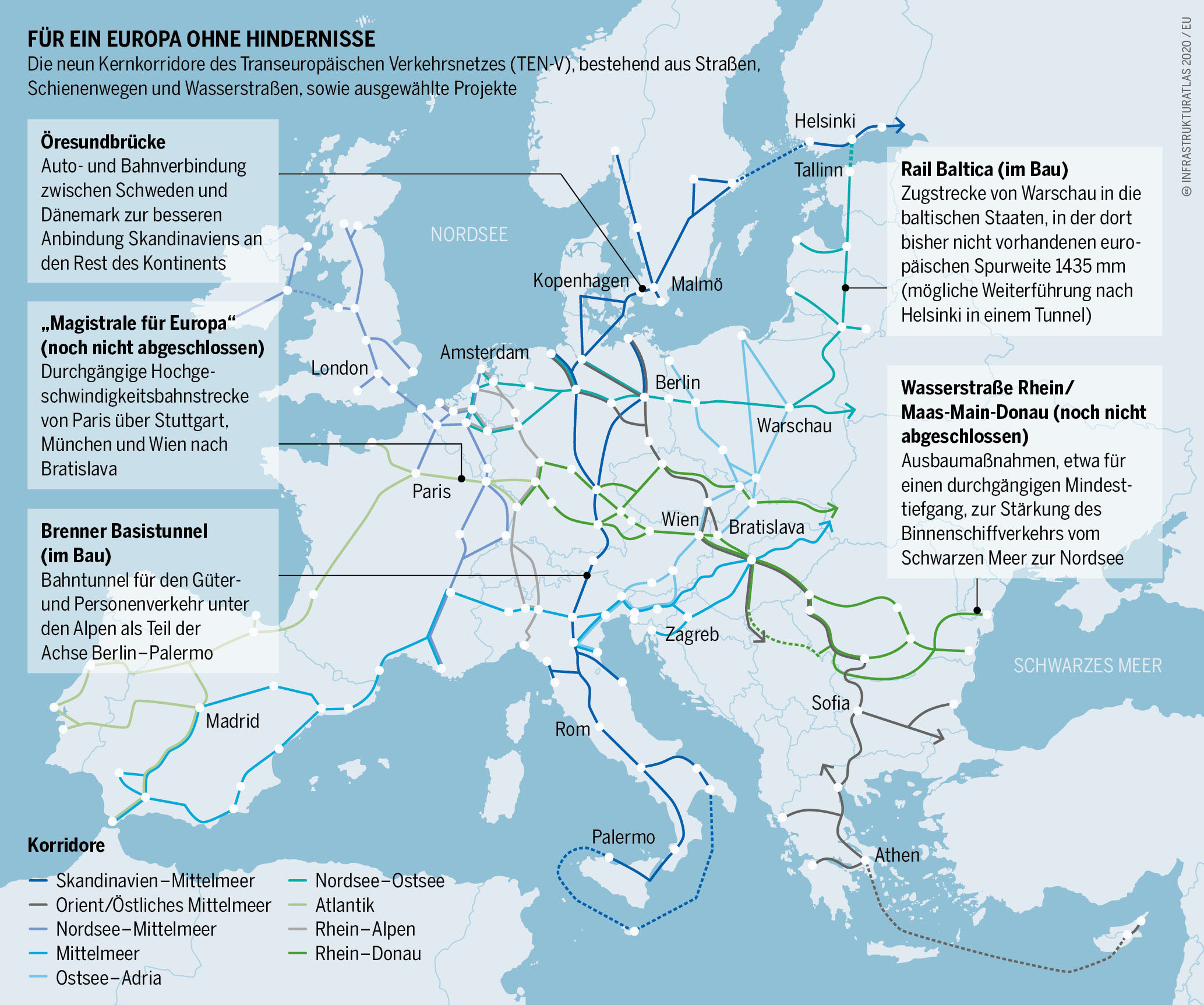
Harta celor 9 rute de transport TEN-T, cu traseul nodal Rail-2-Sea Gdańsk-Constanța evidențiat, traversând regiunea

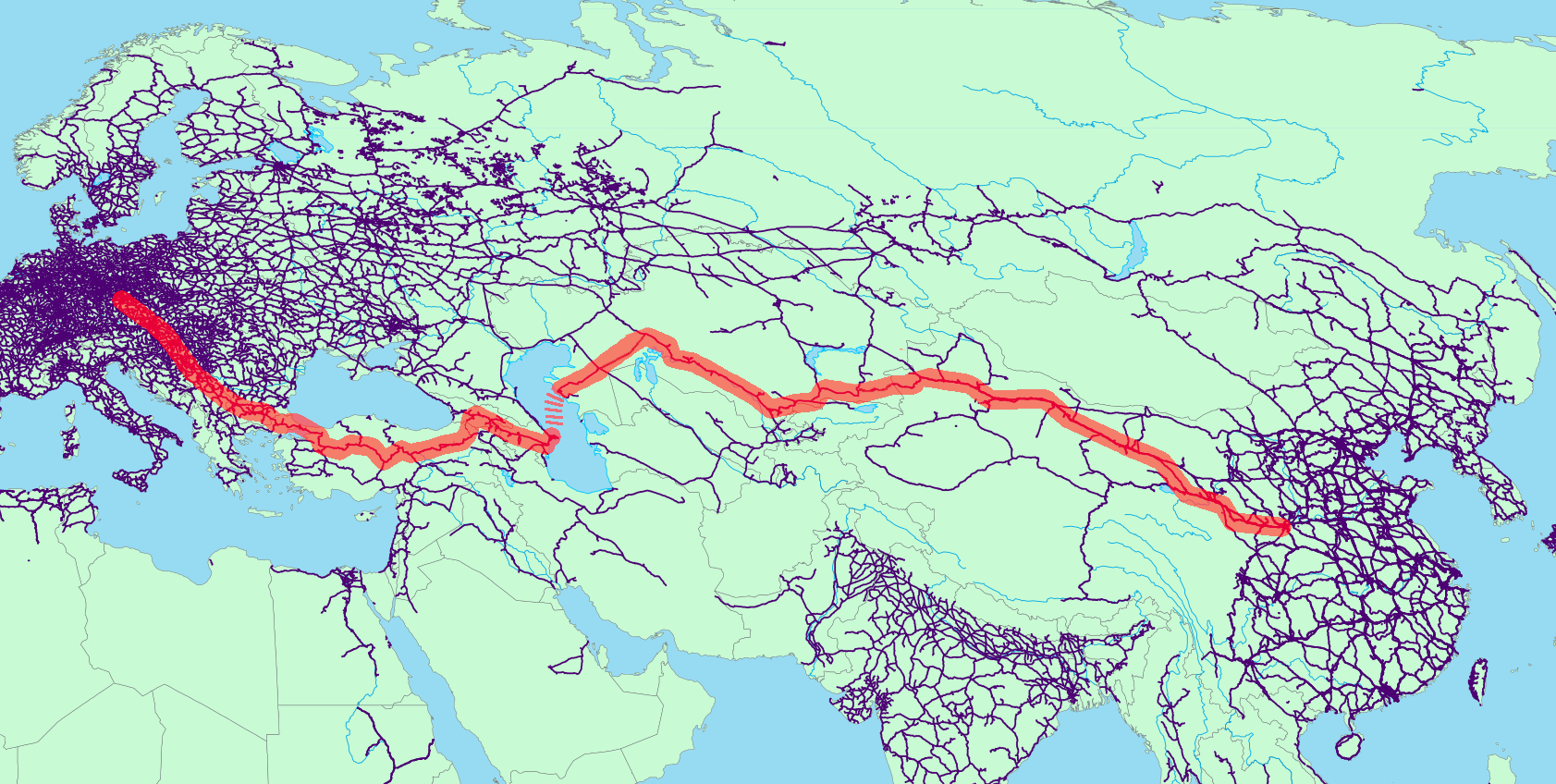
Traseul feroviar al Noului Drum al Mătăsii, cea mai mare rută comercială din lume, leagă Xi’an (China) de Praga (Cehia). Calea ferată traversează Eurasia - Asia de Est și Centrală, Marea Caspică (feribot), Caucazul și sud-estul Europei. Ramificația estică a liniei străbate România pe relația Calafat-Craiova-Drobeta-Turnu Severin-Timișoara-Curtici, înainte de a ajunge în Europa Centrală, consolidând rolul județului în rețeaua mondială de transporturi de marfă, schimb de bunuri și comerț internațional

Din anul 2018 au început demersurile pentru implementarea serviciului de transport public cu metroul în Timișoara, alocându-se 145.000 de lei pentru studiile de fezabilitate necesare. Acesta cuprinde, în primă fază, două magistrale principale: una care leagă Dumbrăvița de Moșnița Nouă pe axa N-S (M1); și alta care leagă Calea Șagului de Aeroportul Internațional Traian Vuia (M2), pe axa E-V. Proiectul prevede două tronsoane de aproximativ 25 de km, cu un cost de peste 2 miliarde de euro. Durata de execuție estimată este de 120 de luni.

### Infrastructura rutieră

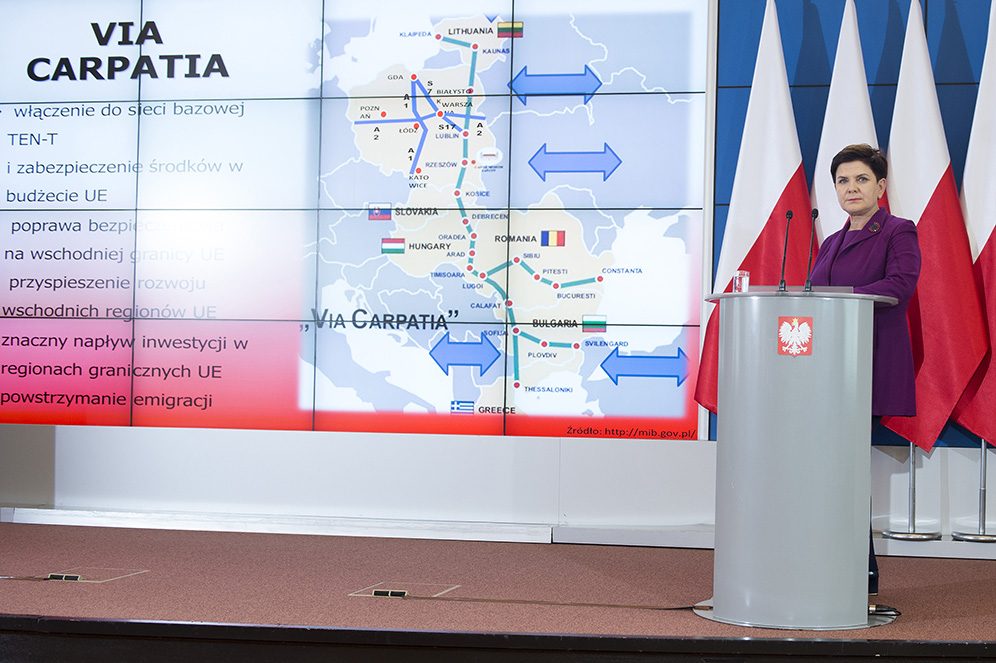
Traseul rutier transeuropean Via Carpatia, cu orașele regionale Arad, Timișoara și Lugoj indicate pe hartă

Regiunea este traversată de autostrăzile A1 și A6/Via Carpatia (Inițiativa celor Trei Mări), precum și de cinci drumuri europene, trei principale și două secundare: 
- Drumul european E68 - Nădlac - Arad - Deva - Sibiu - Brașov - București (Sectorul Brașov-București este E60/68);
- Drumul european E70 - Moravița - Timișoara - Craiova - București;
- Drumul european E79 - Brad - Deva - Hațeg - Petroșani - Târgu Jiu - Craiova;
- Drumul european E671 - Timișoara - Arad;
- Drumul european E673 - Ilia - Făget - Lugoj.

Proiectele de infrastructură în pregătire, cuprinse în Masterplanul General definitivat de Ministerul Transporturilor sunt: Autostrada A9 Timișoara — Stamora-Moravița — Belgrad (via Novi Sad), completarea și finalizarea variantei de ocolire Timișoara și Drumul Expres Aeroportul Internațional Traian Vuia — Autostrada A1.
Un alt proiect de infrastructură major pentru zona de Vest îl reprezintă noua legătură rutieră dintre România și Serbia la Autostrada „Zâmbetul Voivodinei” (Vojvođanski osmeh), aflată în construcție. Aceasta va conecta Voivodina de punctul de frontieră cu România la Srpska Crnja, aproape de Jimbolia, asigurând legătură directă între Timișoara și Coridorul Pan-European X care traversează Serbia, rută ce leagă Europa Occidentală de Balcanii de Sud și Turcia.

### Infrastructura aeriană

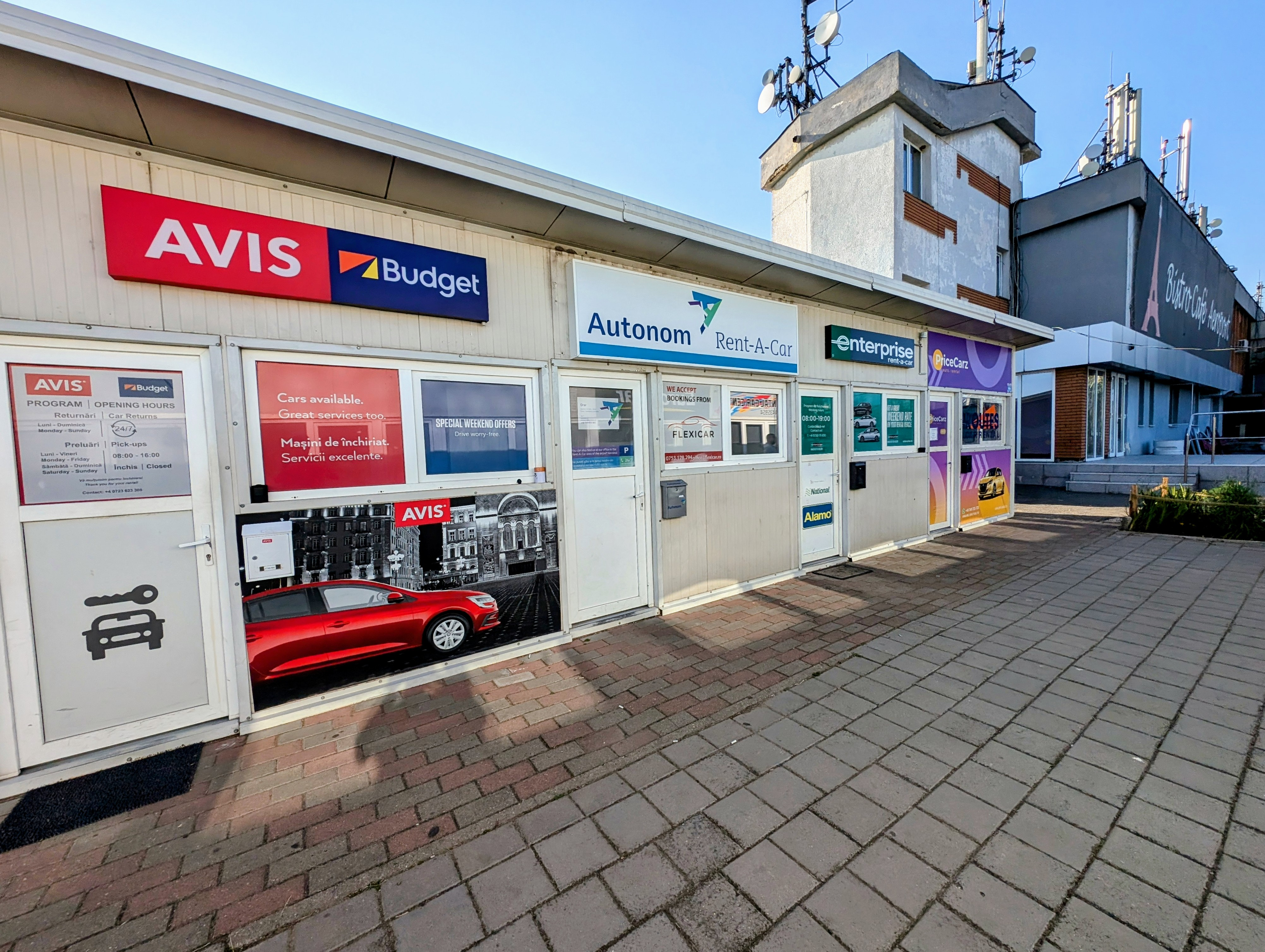
Companii autohtone și multinaționale de ridesharing și închirieri auto pe Aeroportul Internațional Traian Vuia din Timișoara

Există patru aeroporturi în regiune: Aeroportul Internațional Traian Vuia Timișoara, Aeroportul Internațional Arad, Aeroportul Caransebeș și Aeroportul Utilitar Timișoara.

#### Centru Logistic Intermodal
În August 2022 au început demersurile pentru construirea Centrului Logistic Intermodal Timișoara. Proiectul are suprafață de 65 de hectare, va necesita investiții de peste 300 de milioane de euro și va oferi facilități de depozitare și transport multimodal pentru mărfurile intercontinentale.